# Catedral de São Salvador do Congo
A Catedral de São Salvador do Congo, também chamada de Culumbimbi, situada em Mabanza Congo, Angola, são as ruínas da primeira igreja cristã construída na África sub-saariana.
Foi edificada pelos jesuítas entre maio e julho de 1491 e elevada a catedral em 1596. Atualmente existem apenas ruínas, no entanto, têm despertado o interesse de especialistas nacionais e estrangeiros, pela raridade do seu aspecto arquitetônico. O papa João Paulo II visitou a Catedral em 1992.
A igreja está localizada no centro da cidade de Mabanza Congo (capital da província do Zaire, Angola) ao lado do cemitério dos reis do Congo.

## História
A 19 de dezembro de 1490, três navios, enviados por Portugal, sob o comando de Gonçalves de Sousa, chegaram ao Reino do Congo, Angola. Nestes navios embarcaram missionários jesuítas, soldados, pedreiros e carpinteiros com o objetivo de evangelizar. Assim sendo, e cumprindo o objetivo dos missionários, o Rei do Congo foi batizado com o nome de D. Afonso I, tendo abdicado do nome Ne Nvemba Nzinga a assim foi acontecendo com os outros reis que o sucederam.
O rei D. Afonso I ordenou que fossem queimados todos os locais onde decorriam cultos tradicionais. Instalando a religião católica em Mabanza Congo, a construção da Catedral de São Salvador, anteriormente chamada de Igreja de Santa Maria, foi ordenada por D. Afonso I a 6 de Maio de 1492. Enquanto decorriam as obras de 6 de Março a 6 Julho de 1492, o espaço foi “vedado” ao olho dos mortais, por isso, quando o rei autorizou o povo a ir ao centro de Mbanza real, onde estava a obra, o povo ficou muito admirado por ver uma bela igreja que ninguém tinha visto anteriormente. Por isso, surgiu a lenda de que Culumbimbi tinha sido construída de pedra e cal, da noite para o dia. 
A Catedral de São Salvador do Congo foi arrasada pelo tempo e desapareceram os seus apetrechos. Hoje restam apenas ruínas.  
Para além da versão presente nos documentos portugueses, os vestígios materiais chamados de Culumbimbi (o que restou dos ancestrais) possuem uma grande variante de interpretações consoante a tradição oral. Entre religiosos tradicionais kongo há uma forte ligação das ruínas com os ancestrais bacongos, sendo atribuído a eles a construção e não aos portugueses. Culumbimbi é então um espaço de lembrança de uma época mítica em que o Reino do Congo era independente, próspero e a colonização não tinha ainda alterado as formas tradicionais bacongas.

## Estrutura
A catedral de São Salvador do Congo é hoje a única estrutura centenária de origem que ainda permanece no local. O edifício é retangular e detinha um telhado em colmo, atualmente desaparecido, tendo sido reconstruído por diversas vezes ao longo do século XX.

### Materiais
É uma construção formada de pedra ferruginosa.